# لكمة الوطح

تعديل مصدري - تعديل

لكمة الوطح هي إحدى قرى عزلة القارة بمديرية رصد التابعة لمحافظة أبين، بلغ تعداد سكانها 272 نسمة حسب تعداد اليمن لعام 2004.